# Lehtosaari (ö i Norra Karelen, Joensuu, lat 62,70, long 30,42)
Lehtosaari är en ö i Finland. Den ligger i sjön Saarijärvi och i kommunen Joensuu i den ekonomiska regionen  Joensuu ekonomiska region  och landskapet Norra Karelen, i den sydöstra delen av landet, 400 km nordost om huvudstaden Helsingfors. Öns area är 6,1 hektar och dess största längd är 0,5 kilometer i sydväst-nordöstlig riktning.